# Gare d'Hirson
Ne doit pas être confondu avec Gare d'Hirson-Écoles.
La gare d'Hirson est une gare ferroviaire française, principalement établie sur les lignes de La Plaine à Hirson et Anor (frontière) et de Fives à Hirson. Elle est située sur le territoire de la commune d'Hirson, dans le département de l'Aisne, en région Hauts-de-France.
Mise en service en 1869 par la Compagnie des chemins de fer du Nord, elle est désormais une gare de la Société nationale des chemins de fer français (SNCF), desservie par des trains TER Hauts-de-France.

## Situation ferroviaire

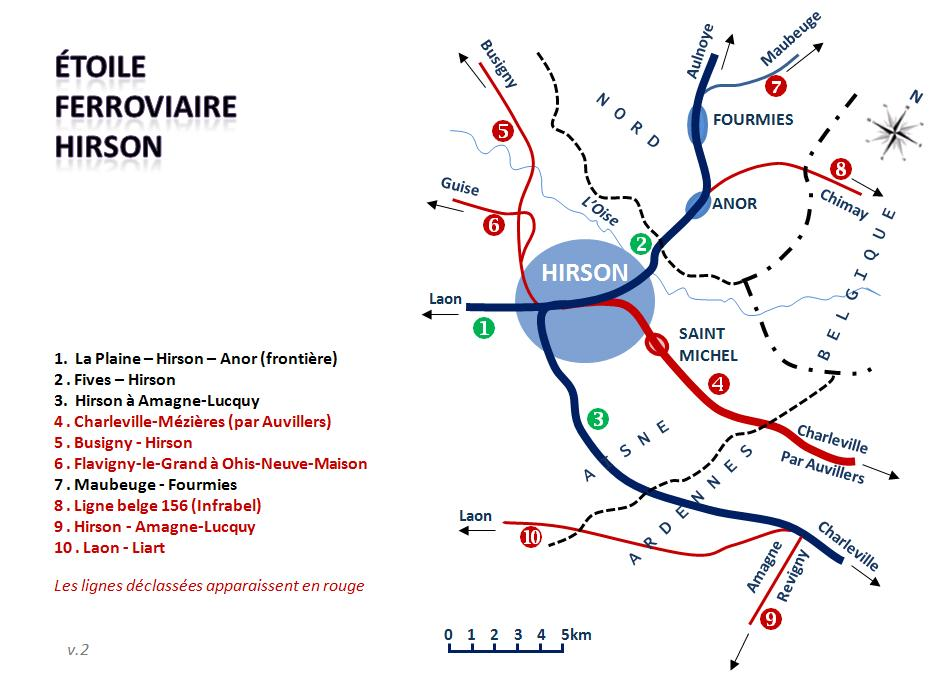
Étoile ferroviaire d'Hirson.

Établie à 192 m d'altitude, la gare d'Hirson est située au point kilométrique (PK) 196,490 de la ligne de La Plaine à Hirson et Anor (frontière), entre les gares ouvertes d'Origny-en-Thiérache et d'Hirson-Écoles.
Elle est également située au PK 122,597 de la ligne de Fives à Hirson, au PK 235,920 de l'ancienne ligne de Busigny à Hirson, déclassée en totalité, et au PK 197,977 de la ligne de Charleville-Mézières à Hirson (par Auvillers), cette dernière étant déclassée entre Tournes et Hirson.
Enfin, elle est l'origine au PK 0,000 de la ligne d'Hirson à Amagne - Lucquy, exploitée jusqu'à Liart et déclassée au-delà.

## Histoire

### L’essor
Le tronçon de Soissons à la frontière belge est concédé à titre éventuel par décret, à la Compagnie des chemins de fer du Nord, le 26 juin 1857. Il est déclaré d'utilité publique le 22 septembre 1861 et concédé, avec un délai de réalisation fixé à huit ans. Il est réalisé sans subvention, mais avec les garanties d'intérêt et d'amortissement qui sont attachées au nouveau réseau. Les tronçons Laon – Vervins et Hirson – Anor ouvrent simultanément le 30 octobre 1869, le même jour que le tronçon d'Aulnoye à Anor (33 km) ; les omnibus Vervins - Soissons effectuent le trajet en deux heures et quarante minutes en moyenne, temps variable selon la durée de l'arrêt à Laon.
Le tronçon de Vervins à Hirson ouvre le 30 août 1870, mais uniquement pour le transport de troupes. Il ouvre finalement au public, le 1er juillet 1871, mais d'importants travaux de reconstruction ne permettent son exploitation régulière que le 1er septembre 1871. Il faut alors 3 h 30 pour rejoindre Soissons par omnibus, et 6 h 30 pour relier Paris. Avec le doublement de la ligne de Paris en 1881, l’amélioration progressive des horaires et l’introduction de trains mixtes, Hirson et la bourgade voisine de Buire entre dans l’histoire ferroviaire.
À cette époque, Hirson, la citadine, compte moins de 5 000 habitants et Buire, la rurale, environ 325 habitants. Avec la création et l’ouverture de différents tronçons, Hirson va très rapidement devenir une étoile ferroviaire, passant du statut de gare de passage à terminus. En 1869, intervient l'ouverture des sections d'Anor à Hirson, d'Hirson à Namur et d'Hirson à Charleville (par Auvillers-les-Forges). En 1870, la section de Vervins à Hirson est ouverte et, en 1885, celle de Busigny à Hirson et d'Hirson à Amagne-Rethel est mise en service.

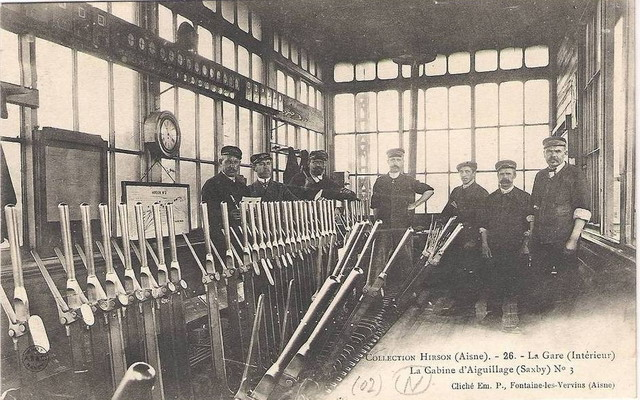
Cabine d'aiguillage.

De 1886 à 1890, le trafic augmente de 40 000 wagons par an. En 1891, dix nouvelles voies et une halle à marchandises sont créées. L’accroissement de la capacité des wagons est porté à 20 tonnes en 1898 favorisant le développement de la gare. En 1908, Henri Bourrillon, plus connu sous son pseudonyme de Pierre Hamp, écrivain français, devient sous-chef de gare d'Hirson. Il dira : « Nous trouvions les hommes de l'Est pusillanimes, précautionnés, beaucoup plus raides que nous dans le service ». En 1910, la ligne de Guise à Hirson est ouverte.

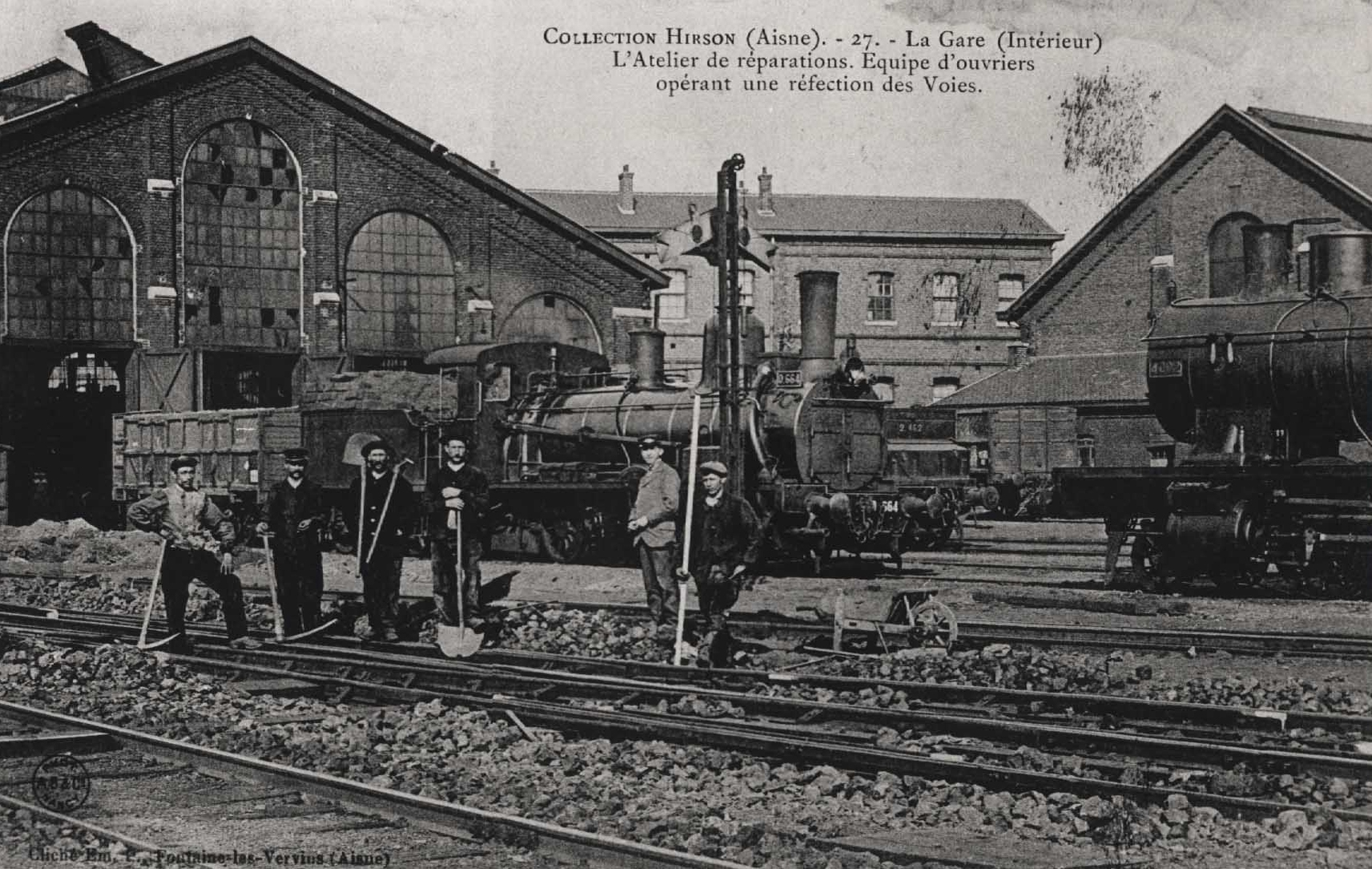
Ouvriers de l'atelier de réparation.

La population est passée à 9 638 habitants pour Hirson et à 374 pour Buire. En 50 ans, la population d’Hirson a été multipliée par trois. En 1913, la gare d’Hirson emploie aux alentours de 700 personnes (206 agents d’exploitation, 204 agents de traction, 250 agents d’entretien auxquels s'ajoutent les services généraux). Face à ce développement, le site n’est plus adapté et doit être agrandi mais la Première Guerre mondiale va être un frein à cette expansion. Après quatre années d'occupation allemande, le site est énormément endommagé. Seul, le chantier dit de « Batavia », créé en 1915 par les occupants, semble en bon état. Le reste est à reconstruire. L’activité redémarre en juin 1919.
L'expansion de la gare est relancée avec de nouvelles installations, prêtes à accueillir plus d’une centaine de machines à vapeur : tour d'aiguillage de la Florentine, un dépôt, un toboggan, des parcs à charbon. L'année 1929 sera l’apothéose pour le trafic du pôle ferroviaire hirsonnais ; on compte 1 335 cheminots sur le site : 229 pour la traction des trains, 450 à l'entretien, 162 visiteurs, 304 à l'exploitation et 190 agents de train. Côté trafic, 10 500 000 tonnes d’échanges sont enregistrées et 3 000 wagons sont manœuvrés par jour. L’activité voyageurs est également vive avec 18 rapides et 33 omnibus. Quatre trains de messageries journaliers desservent la gare. Hirson devient la « seconde gare de France ».

Photographies de la gare en juin 2014
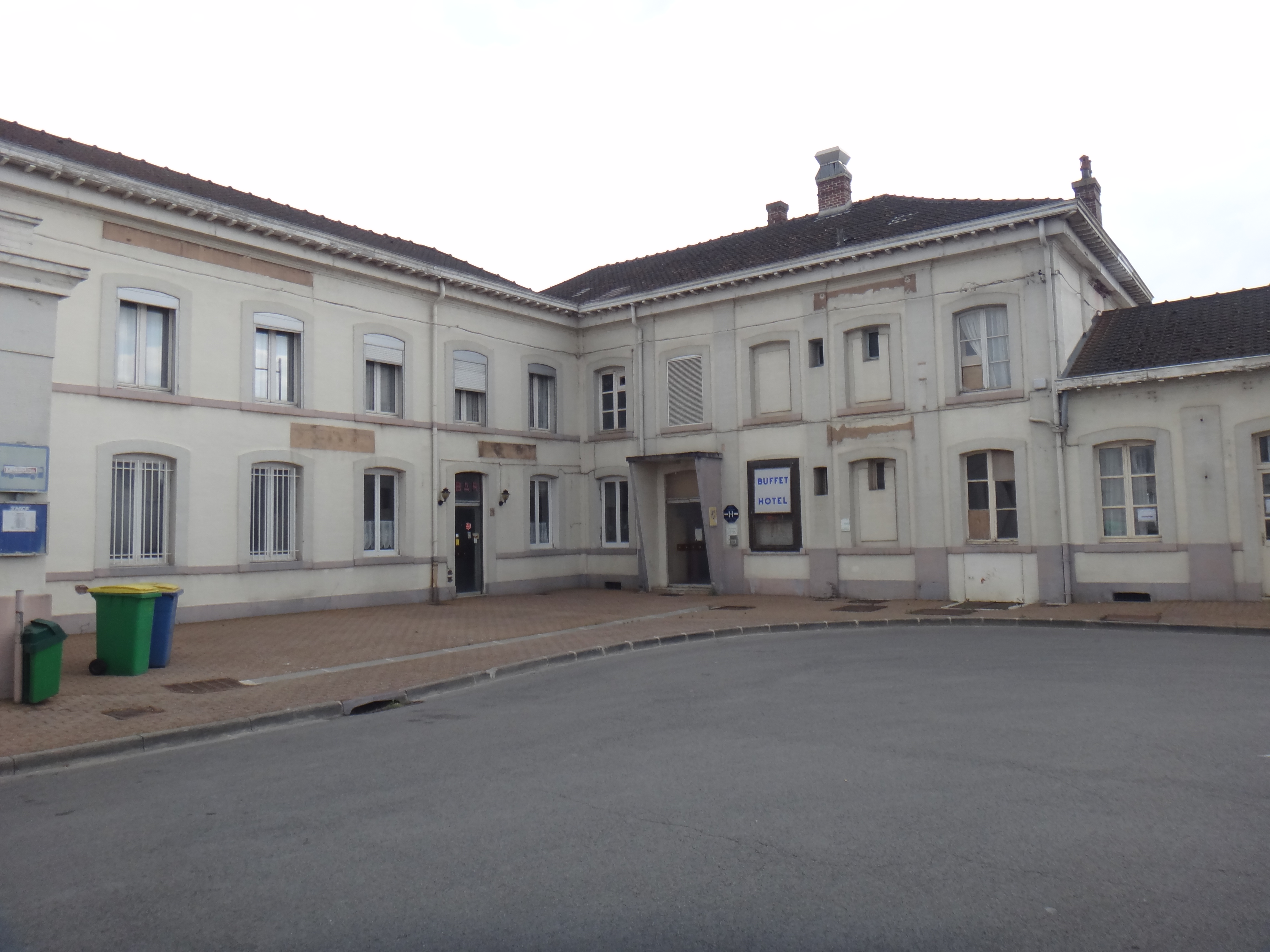
Vue sur le buffet, alors fermé.
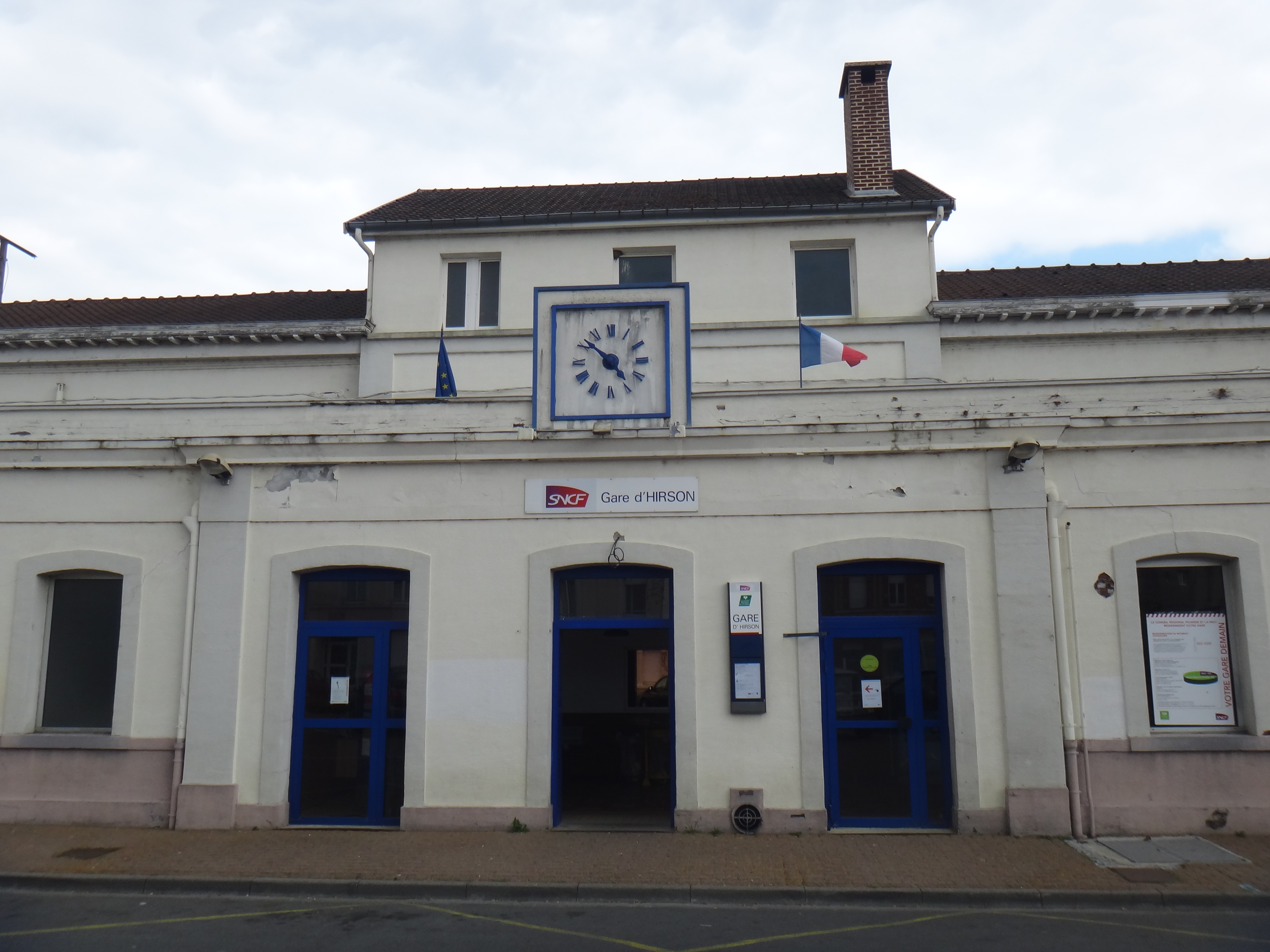
La gare, vue de face.
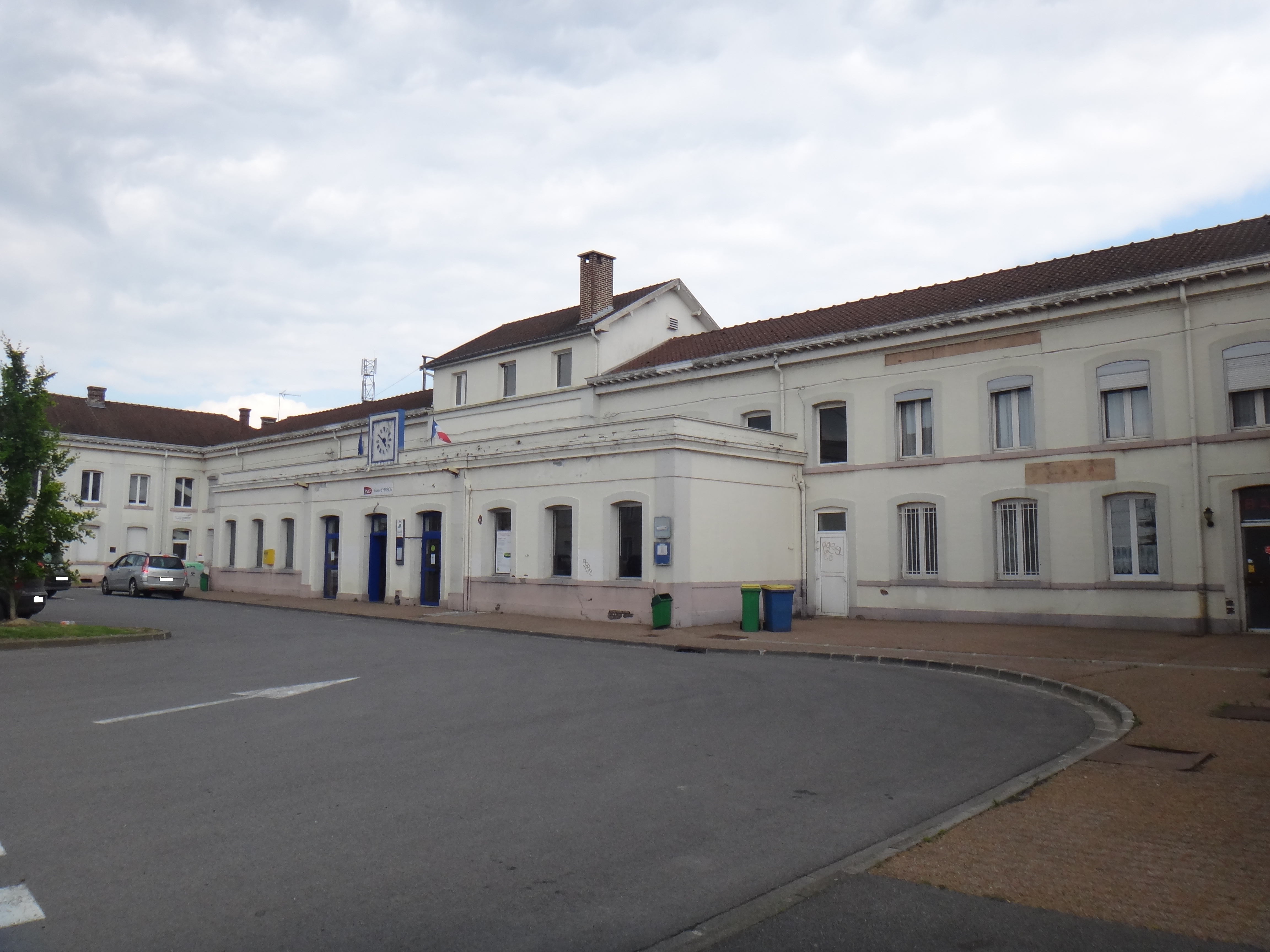
La gare, vue de côté.

### Le déclin

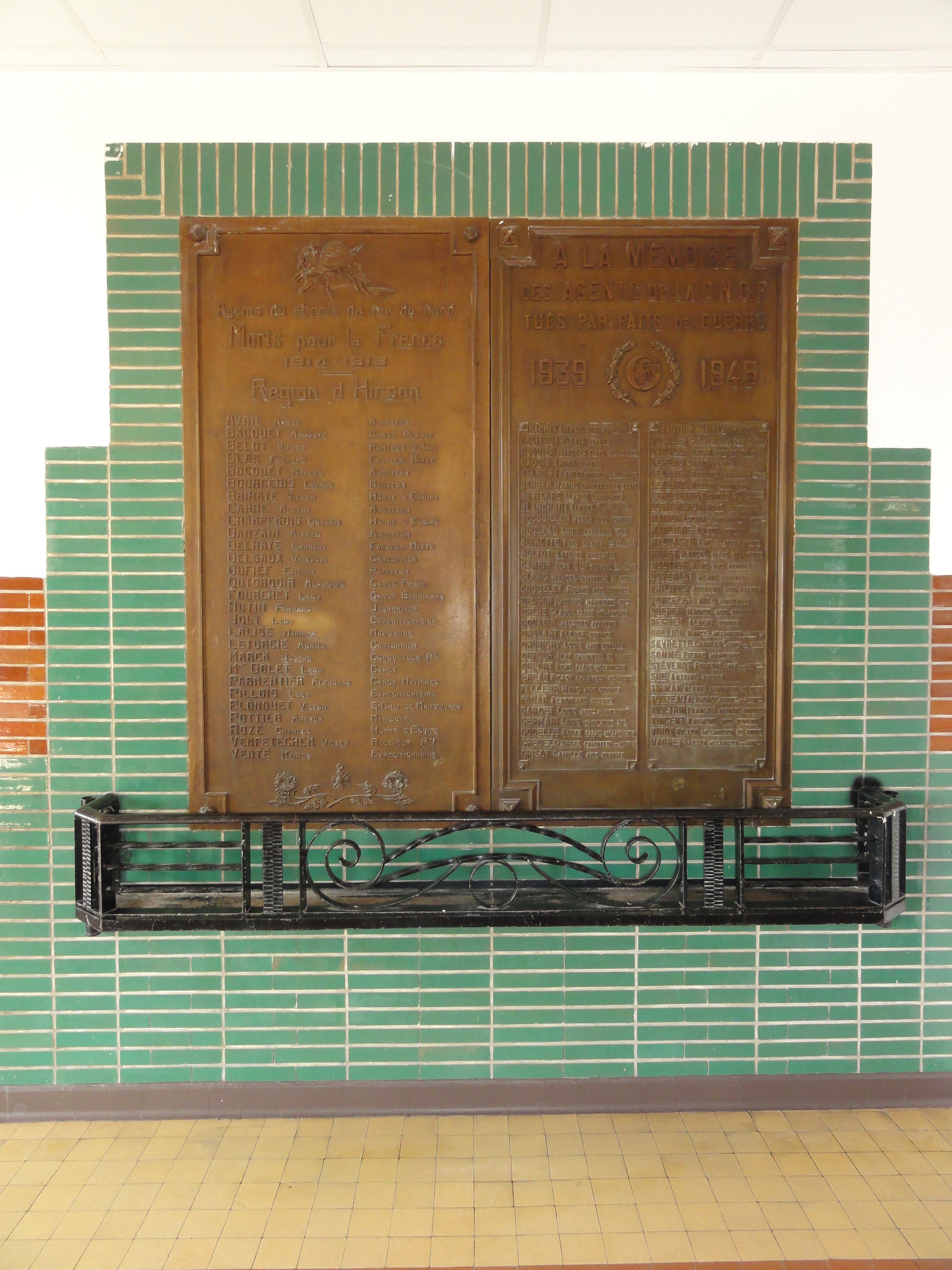
Mémorial des agents des chemins de fer, victimes des guerres de 1914-18 et de 1939-45.

En 1931, la population d’Hirson est de 11 400 habitants, celle de Buire de 1 230 (triplement en 20 ans). Les cités cheminotes Champs-Élysées et de Cité de Buire ont vu le jour. En 1932, la Compagnie des chemins de fer du Nord et la Compagnie des chemins de fer de l'Est décident de mettre en place des trains directs mettant fin au transit d’Hirson. Le rôle de jonction d’Hirson entre les réseaux Nord et Est est donc remis en cause. Petit à petit, la gare cesse d'être un point de passage nécessaire pour procéder au transbordement et aux ruptures de charge. La moyenne de wagons manœuvrés quotidiennement passe de 2 900 en 1931 à 500 en 1932.
Pendant la Seconde Guerre mondiale, la gare est victime des bombardements : près des trois-quarts des installations ferroviaires sont détruits. À la suite du conflit mondial, un dépôt est érigé ainsi qu'une rotonde de 34 places couvertes (voir ci-dessous). Une baisse des effectifs s'amorce ; le personnel procède à la déconstruction d'environ 250 machines à vapeur. Le dépôt de Buire ferme définitivement ses portes le 1er novembre 1969.
Jusqu'à décembre 2003, la gare est desservie par certains trains Corail directs Lille-Flandres – Strasbourg via Charleville et Metz. Ces trains sont supprimés en 2004.

## Fréquentation
Selon les estimations de la SNCF, la fréquentation annuelle de la gare s'élève aux nombres indiqués dans le tableau ci-dessous.
| Année                      | 2015    | 2016    | 2017    | 2018    | 2019    | 2020   | 2021    | 2022    | 2023    |
| -------------------------- | ------- | ------- | ------- | ------- | ------- | ------ | ------- | ------- | ------- |
| Nombre de voyageurs        | 130 709 | 114 927 | 114 781 | 102 033 | 103 873 | 70 357 | 104 867 | 148 043 | 157 237 |
| Voyageurs et non voyageurs | 161 369 | 141 885 | 141 705 | 125 967 | 128 238 | 86 861 | 129 465 | 182 770 | 194 120 |

## Service des voyageurs

### Accueil
Gare de la SNCF, elle dispose d'un bâtiment voyageurs, avec guichet, ouvert tous les jours. Elle est équipée d'automates pour l'achat de titres de transport.

### Desserte
Hirson est desservie par plusieurs lignes TER Hauts-de-France dont elle est, pour la plupart, le terminus : celle vers Laon (avec 1 h environ de trajet, puis correspondances pour Paris-Nord, Amiens, Reims…) et celle de la ligne Lille-Flandres – Valenciennes – Aulnoye-Aymeries – Hirson – Charleville-Mézières (mettant Lille à environ 2 h, Valenciennes à 1 h 15 min plusieurs fois par jour et Charleville-Mézières à 45 minutes un peu moins fréquemment).

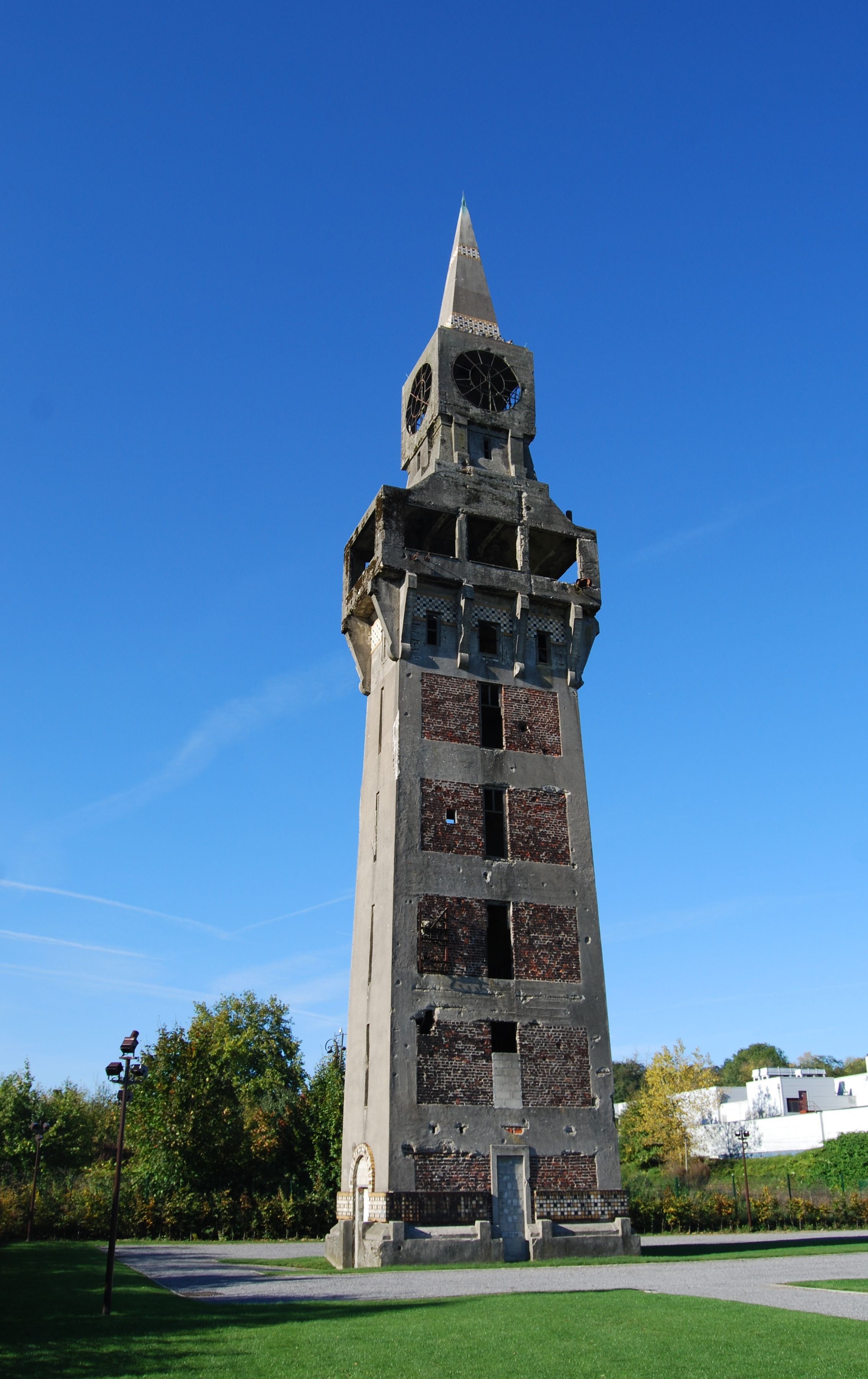
Tour Florentine.

Les liaisons Hirson – Laon sont assurées par des autorails mono-caisse X 73500 d'Alstom Transport et des rames AGC de Bombardier Transport.

### Intermodalité

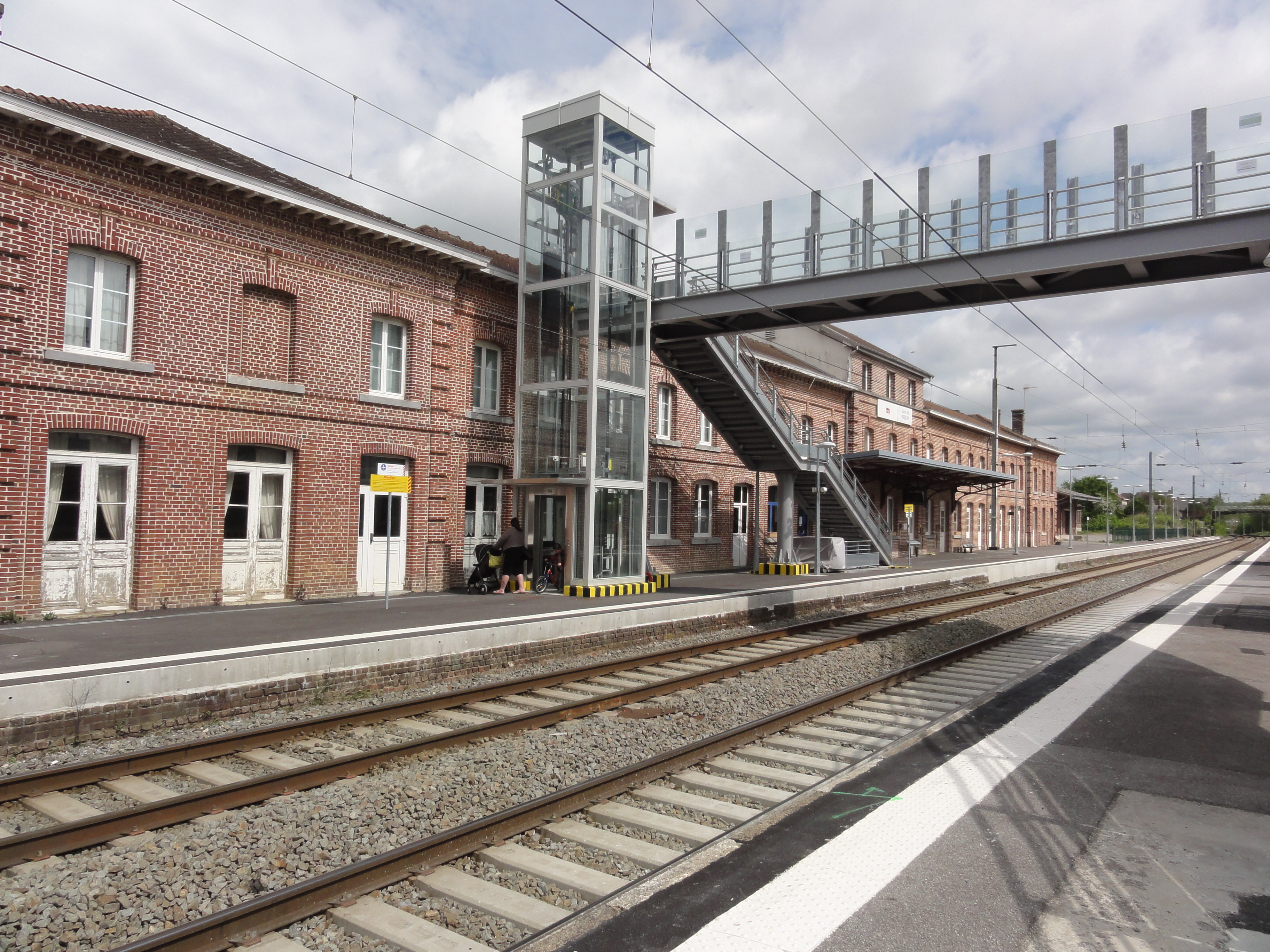
Quais de la gare, avec la passerelle.

Un parking est aménagé à ses abords. En 2014, une passerelle avec des ascenseurs est construite.

## Patrimoine ferroviaire

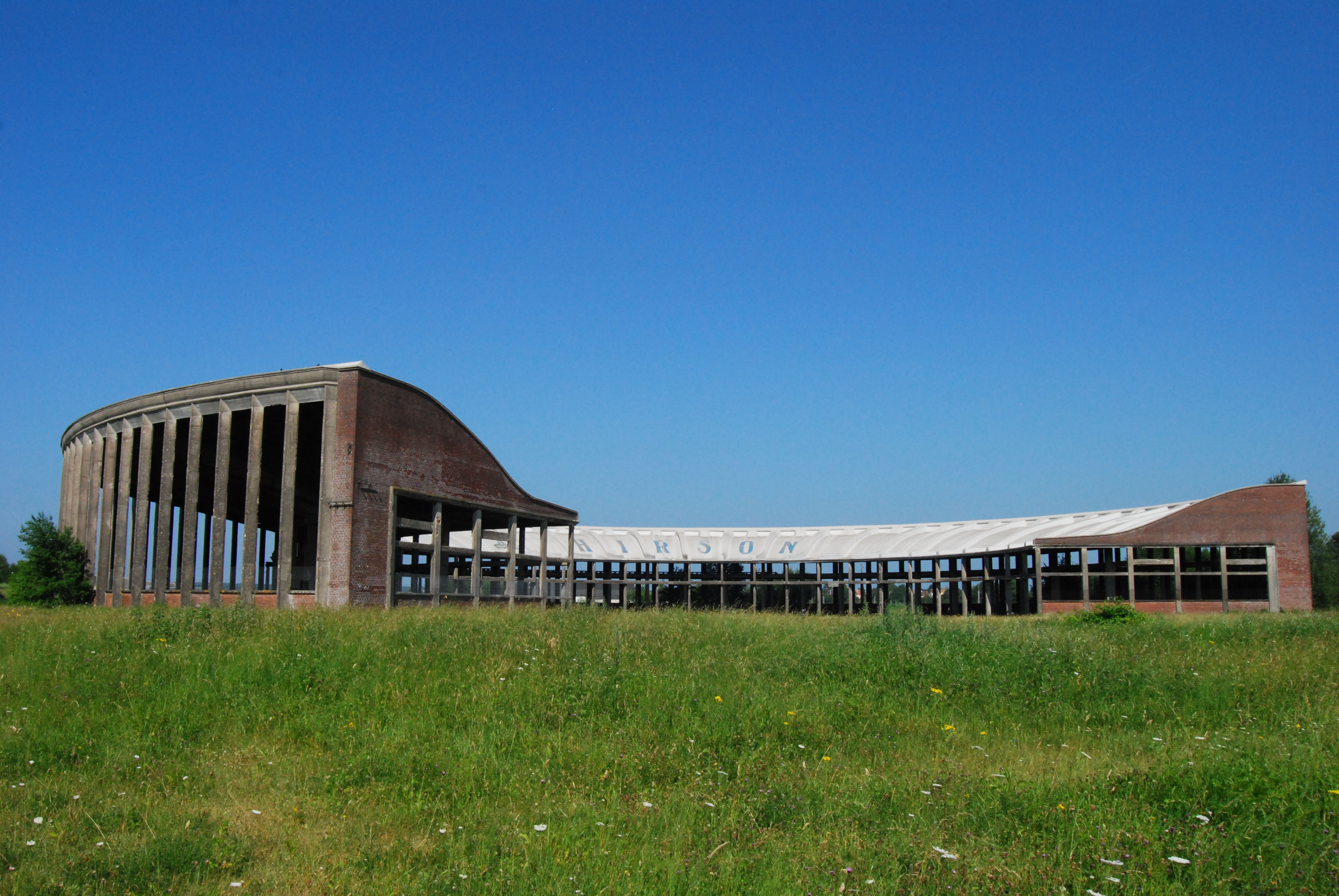
Rotonde de Laffaille et Peirani.

L'ancienne rotonde est de type P à 34 voies. Œuvre de l'architecte Paul Peirani et de l'ingénieur Bernard Laffaille, elle est construite en 1948 par l'entreprise K. Delagneau en remplacement d’anciennes remises. Désaffectée, les voies déposées, elle a été restaurée pour être utilisée par des manifestations comme le Rotonde Festival.
À proximité, se situe un ancien poste d'aiguillage portant le nom de tour Florentine de Buire. Haute d'environ 50 mètres, elle est classée monument historique depuis 1995,.
L'ancien dépôt de locomotives, d'une superficie d'environ 6 000 m2, est déclassé et laissé à l'abandon.